# Mânzălești
Mânzălești je obec na severozápadě župy Buzău (Rumunsko). V roce 2002 mělo 3026 obyvatel.

## Poloha
Mânzălești se rozkládá v kopcovité části župy Buzău, v údolí řeky Slănic (přítok řeky Buzău). Nadmořské výšky území, které spadá pod tuto obec, se tak pohybují od 400 m v údolí řeky Slănic, kde se nachází centrum obce, až po 1364 m vrcholu Cerdac.

## Okolní obce
- Niculele, Vrancea na severu
- Bisoca na východě
- Chiliile, Cănești a Vintilă-Vodă na jihu
- Lopătari na východě

## Historie
První dokument, který zmiňuje vesnici, která je dnes součástí obce Mânzălești, je výnos o majetku z 3. února 1522, kterým valašský princ Radu de la Afumați předává vlastnictví území Peceneaga od Menedicu po Negru Braga svým bratrům a synům. Menedic, dnešní Meledic, je náhorní plošina nad řekou Slănic na západ od centra obce. Ve středověku vznikla dnešní obec spojením několika zemanských vesnic: Mânzălești-Mănești, Ciomagi, Răghinești a Ichimești spolu s nevolnickými usedlostmi na území Meledic a Poiana Ascunsă.

## Pozoruhodnosti
- Jeskyně na plošině Meledic, která je považována za nejdelší jeskyni v slané jílovité hornině na světě.
- Pravoslavný klášter z 18. století.
- Bílá hora, 13 metrů vysoký kámen v korytě řeky, se znatelnou vodní a větrnou erozí.

## Odkaz
- http://primariaminzalesti.ro/(rumunsky) Archivováno 1. 9. 2018 na Wayback Machine.